# Omari Hardwick
Omari Latif Hardwick (Savannah, 9 de enero de 1974) es un actor, rapero y productor cinematográfico estadounidense, reconocido por su papel como James St. Patrick en el seriado Power y como Vanderohe en el largometraje de Zack Snyder Army of the Dead (2021). También ha aparecido en otras producciones como Miracle at St. Anna (2008), The A-Team (2010), Kick-Ass (2010), For Colored Girls (2010) y Being Mary Jane (2013).

## Filmografía

### Cine
| Año  | Título                  | Papel                 | Notas                             |
| ---- | ----------------------- | --------------------- | --------------------------------- |
| 2002 | Circles                 | Lameck                |                                   |
| 2004 | Within the Wall         | Saul                  | Corto                             |
| 2004 | The Male Groupie        | Shun                  | Corto                             |
| 2005 | Beauty Shop             | Byron                 |                                   |
| 2006 | Speechless              | Ku James              |                                   |
| 2006 | Gridiron Gang           | Free                  |                                   |
| 2006 | The Guardian            | Carl Billings         |                                   |
| 2008 | Miracle at St. Anna     | Comandante Huggs      |                                   |
| 2008 | Linewatch               | Drake / Kimo          |                                   |
| 2009 | Next Day Air            | Shavoo                |                                   |
| 2010 | Everyday Black Man      | Malik                 |                                   |
| 2010 | Kick-Ass                | Marcus Williams       |                                   |
| 2010 | The A-Team              | Chopshop Jay          |                                   |
| 2010 | For Colored Girls       | Carl Bradmore         | Nominado a los Premios Black Reel |
| 2011 | I Will Follow           | Troy                  |                                   |
| 2012 | Sparkle                 | Levi                  |                                   |
| 2012 | Middle of Nowhere       | Derek                 |                                   |
| 2013 | Kings & Beggars         | Noah                  | Corto                             |
| 2013 | Lu                      | Doctor Harden         | Corto                             |
| 2013 | Things Never Said       | Curtis Jackson        |                                   |
| 2013 | The Last Letter         | Michael Wright        |                                   |
| 2014 | Reach Me                | Dominic               |                                   |
| 2014 | Lap Dance               | Dr. Don Cook          |                                   |
| 2015 | Chapter & Verse         | Jomo                  |                                   |
| 2017 | Shot Caller             | Ed Kutcher            |                                   |
| 2017 | The Runner              | Rick Roslin           |                                   |
| 2018 | Sorry to Bother You     |                       |                                   |
| 2018 | A Boy. A Girl. A Dream. | Cass                  | Productor ejecutivo               |
| 2018 | Sgt. Will Gardner       | Samuel "Top" Gallegos |                                   |
| 2018 | Nobody's Fool           | Frank Johnson         |                                   |
| 2019 | American Skin           | Omar Scott            |                                   |
| 2020 | Spell                   | Marquis               |                                   |
| 2021 | Army of the Dead        | Vanderohe             |                                   |
| 2023 | La madre                | William Cruise        |                                   |

### Televisión
| Año       | Título                       | Papel                     | Notas            |
| --------- | ---------------------------- | ------------------------- | ---------------- |
| 2004      | Sucker Free City             | Dante Ponce               | Telefilme        |
| 2005      | Crossing Jordan              | Ronald Pasco              | 1 episodio       |
| 2006      | teen wolf                    | John "Sack" Hallon        | 13 episodios     |
| 2008      | CSI: Miami                   | Eddie Dashell             | 1 episodio       |
| 2008      | SIS                          | Donovan Rivers            | Telefilme        |
| 2009–2010 | Dark Blue                    | Ty Curtis                 | 20 episodios     |
| 2009      | Lie to Me                    | Benny "B" Davis           | 1 episodio       |
| 2010      | Chase                        | Chris Novak               | 1 episodio       |
| 2012      | Breakout Kings               | Ronnie Markham            | 1 episodio       |
| 2013–2014 | Being Mary Jane              | Andre Daniels             | 8 episodios      |
| 2013      | A Christmas Blessing         | Earl James                | Telefilme        |
| 2014–2020 | Power                        | James "Ghost" St. Patrick | Papel recurrente |
| 2021      | Pieces of Her                | Gordon Oliver             | Papel recurrente |
| 2021      | That Damn Michael Che        | Él mismo                  | 1 episodio       |
| 2021      | Army of the Dead: Lost Vegas | Vanderohe                 | Papel recurrente |

### Videoclips
| Año  | Título              | Artista                        |
| ---- | ------------------- | ------------------------------ |
| 2000 | "No More"           | Ruff Endz                      |
| 2002 | "Say Yes"           | Floetry                        |
| 2011 | "Break My Heart"    | Estelle y Rick Ross            |
| 2012 | "You Make Me Wanna" | Eshe y Omari Hardwick          |
| 2016 | "A Star is Born"    | Nasty C y Omari Hardwick       |
| 2017 | "Flipmode"          | Fabolous, Velous y Chris Brown |
| 2017 | "Family Feud"       | Jay-Z y Beyoncé                |
| 2018 | "First Began"       | PJ Morton                      |